# Henning von Holtzendorff
Henning von Holtzendorff, född den 9 januari 1853 i Prenzlau, död den 7 juni 1919 i Jagow, var en tysk storamiral.

## Biografi
von Holtzendorff föddes som son till Otto von Holtzendorff, direktör för Kreditbanken i Gotha, och Eveline von Holtzendorff, född von Barby. Han gick in i Preussens flotta år 1869 och deltog i Fransk-tyska kriget åren 1870–1871. Därefter hade han flera utlandskommenderingar och seglade bland annat som flagglöjtnant på korvetten SMS Nymphe under dess världsomsegling och som linjeskeppskommendant under Boxarupproret år 1900 samt som amiral av andra graden under Rysk-japanska kriget år 1904. Under åren 1906–1909 var han flottiljchef och 1910 blev han chef för Högsjöflottan. I januari 1913 gick han ur aktiv tjänst, men blev chef för marinstaben i september 1915. Han utnämndes till storamiral kort innan han gick ur tjänst i augusti 1918 på grund av hälsoskäl. von Holtzendorff var varm förespråkare för det oinskränkta ubåtskriget.
von Holtzendorff gifte sig 1887 med Margarete Klotz (1857–1941) i Stettin.